# بیژن شیرمرز
بیژن شیرمرز (زاده ۱۲ اسفند ۱۳۴۸، تهران)، فیلم‌نامه‌نویس، کارگردان و تهیه‌کننده سینما و تلویزیون است. وی مدیریت مؤسسه فیلم‌سازی حس هفتم را بر عهده دارد.

## تحصیلات
بیژن شیرمرز فارغ‌التحصیل رشته ریاضی از دانشگاه تربیت معلم است. وی دوره‌های فیلم‌سازی را در مجتمع آموزشی سینما (به مدیریت داریوش عاشوری) طی کرده‌است.

## فعالیت سینمایی
شیرمرز از سال ۱۳۷۰ و پس از طی دوره‌های فیلم‌سازی فعالیت حرفه‌ای خود را آغاز کرده‌ و هم‌اکنون مدیر عامل مؤسسه فیلم‌سازی حس هفتم است.اساتید این آموزشگاه افراد با تجربه و‌شهیر سینمای ایران از جمله بهرام دهقانی، خسرو دهقان ، سیامک شایقی ، آتیلا پسیانی ، گلاب آدینه و فاطمه معتمد آریا… بوده اند .

## آموزش
بیژن شیرمرز در کنار فیلم‌سازی، به تدریس و پژوهش نیز مشغول است. تدریس در انجمن سینمای جوانان کرج –تهران، آموزشگاه‌های فرهنگسرای معین، دانشگاه‌های فرهنگسرای تهران، دانشگاه تربیت معلم کرج و نگارش در نشریات سینمایی از جمله فعالیت‌های او در این سال‌ها بوده‌است.

## آثار

### فیلم‌ها و سریال‌های تلویزیونی
| نام فیلم          | کارگردان | نویسنده | تهیه‌کننده | سال ساخت | توضیحات                               |
| ----------------- | -------- | ------- | --------- | -------- | ------------------------------------- |
| باغ آینه          | *        | *       | *         | ۱۳۸۴     | پخش شده از شبکه دو سیما               |
| نقره ماهی         | *        | *       | *         | ۱۳۸۶     | پخش شده از شبکه استانی مازندران       |
| این یک تصادف نیست | *        |         |           | ۱۳۸۷     | پخش شده از شبکه سه سیما               |
| نقطه آخر          |          | *       |           | ۱۳۸۸     | پخش شده از شبکه قرآن سیما             |
| دزدان غیر دریایی  | *        | *       |           | ۱۳۸۹     | پخش شده از شبکه سه سیما و نمایش خانگی |
| اولتیماتوم        |          | *       |           | ۱۳۸۹     | پخش شده از شبکه یک سیما               |
| سایه پدر          | *        |         |           | ۱۳۸۹     | پخش شده از شبکه دو سیما               |
| ریشه در آسمان     | *        |         |           | ۱۳۹۰     | پخش شده از شبکه استانی مازندران       |

| نام سریال         | کارگردان | نویسنده | تهیه‌کننده | سال ساخت |
| ----------------- | -------- | ------- | --------- | -------- |
| طنز پاورچین       |          | *       |           | ۱۳۸۴     |
| امروز فردا        |          | *       |           | ۱۳۸۹     |
| راهی به سوی ستاره | *        | *       | *         | ۱۳۹۱     |
| شیوع              |          |         | *         | ۱۳۹۴     |

#### تله فیلم
- یه قلب مثه دریا نویسنده: بیژن شیرمرز - کارگردان: فرید سجادی حسینی / سال ۱۳۸۵
- نفر دهم نویسنده: بیژن شیرمرز - تهیه‌کننده :جمال گلی، کارگردان: جواد کاسه ساز / سال ۱۳۸۵
- زمینی که همه را تکان داد نویسنده: بیژن شیرمرز - کارگردان: محمد درمنش/ سال ۱۳۸۴
- بچه‌های کوچه دوازدهم نویسنده: بیژن شیرمرز - کارگردان: شاپور قریب/ سال ۱۳۸۴
- بازی آخر نویسنده: بیژن شیرمرز - تهیه‌کننده: داود رسولیان/ سال ۱۳۸۶

##### فیلم سینمایی
بیژن شیرمرز فیلم سینمایی من و شارمین را در سال ۱۳۹۶ به روی پرده برده‌است.

###### فیلم کوتاه
- دزد
- برنده
- فیلمی کوتاه دربارهٔ سینما
- راننده
- ن
- پ مثل پیکان

## حضور در جشنواره‌ها و جوایز
- حضور در جشنواره وحدت سال۱۳۷۱ و دریافت جایزه بهترین فیلمنامه برای فیلم کوتاه تلاش
- حضور در جشنواره قرآنی سال ۱۳۸۴ و دریافت جایزه بهترین فیلم کوتاه برای فیلم خدا نزدیک است
- حضور در جشنواره اوبرهاوزن آلمان با فیلم کوتاه هندی کم.
- حضور در جشنواره کودک اصفهان با فیلم هندی کم.
- حضور در جشنواره کودک و نوجوان برای فیلمنامه بچه‌های کوچه دوازدهم.
- حضور در جشنواره رشد برای فیلم دزدان غیردریایی
- حضور در جشنواره کودک و نوجوان با فیلم کوتاه خدا نزدیک است
- برنده بهترین فیلمنامه برای فیلم کوتاه برنده در جشنواره انجمن سینمای جوانان یاسوج